# Hasselbach
Hasselbach é um município localizada no distrito de Altenkirchen, na associação municipal de Verbandsgemeinde Altenkirchen, no estado da Renânia-Palatinado.

## População da Cidade
| - 1815: 112 - 1835: 180 - 1871: 207 - 1905: 163 - 1939: 171 - 1950: 196 | - 1961: 263 - 1965: 258 - 1970: 238 - 1975: 249 - 1980: 271 - 1985: 263 | - 1987: 248 - 1990: 292 - 1995: 336 - 2000: 336 - 2005: 333 |